# Пёндорф
Пёндорф (нем. Pöndorf) — коммуна (нем. Gemeinde) в Австрии, в федеральной земле Верхняя Австрия. 
Входит в состав округа Фёклабрук.  Население составляет 2269 человек (на 31 декабря 2005 года). Занимает площадь 51 км². Официальный код  —  41726.

## Политическая ситуация
Бургомистр коммуны — Йозеф Кнолль (АНП) по результатам выборов 2003 года.
Совет представителей коммуны (нем. Gemeinderat) состоит из 25 мест.
- АНП занимает 13 мест.
- СДПА занимает 10 мест.
- АПС занимает 2 места.